# Instorting (constructieleer)
Met instorting wordt bedoeld het falen van de constructie, waardoor een totaal verlies aan draagkracht optreedt en onderdelen naar beneden vallen. Instorting wordt veroorzaakt als het materiaal waar de constructie uit bestaat hoger belast wordt dan de sterktelimiet waarvoor het is ontworpen. Het gevolg is een breuk of een grote vervorming. In een goed ontworpen systeem zal een lokale vervorming of breuk niet direct een instorting tot gevolg te hebben, omdat andere componenten de belastingen overnemen.
Instorting kan veroorzaakt worden door een fout in het ontwerp, of doordat een belasting optreedt die hoger is dan die waar in het ontwerp rekening mee is gehouden. Oorzaken van (dreigende) instorting kunnen bijvoorbeeld zijn:
- natuurgeweld, zoals sneeuwdruk, wind, overvloedige neerslag (met daarbij onvoldoende afvoer), aardbeving, lawines.
- te zware belasting door menselijk gedrag, bijvoorbeeld door een dak als parkeerplaats te gebruiken.
- een terroristische aanslag, een bombardement, of een explosie.
- verwaarlozing waardoor erosie of plantengroei de constructie aantasten

De ruimere formulering "bezwijken van een constructie" is bijvoorbeeld ook van toepassing bij het tijdens de vlucht uiteenvallen van een lucht- of ruimtevaartuig, bij een ongeluk of opzettelijke vernietiging.

## Voorbeelden van instortingen
Deze voorbeelden betreffen instortingen van door mensen gebouwde constructies. Echter, ook natuurlijke constructies, zoals vulkanen, berghellingen, holtes in de bodem, kunnen instorten.

### Volgens de Bijbel

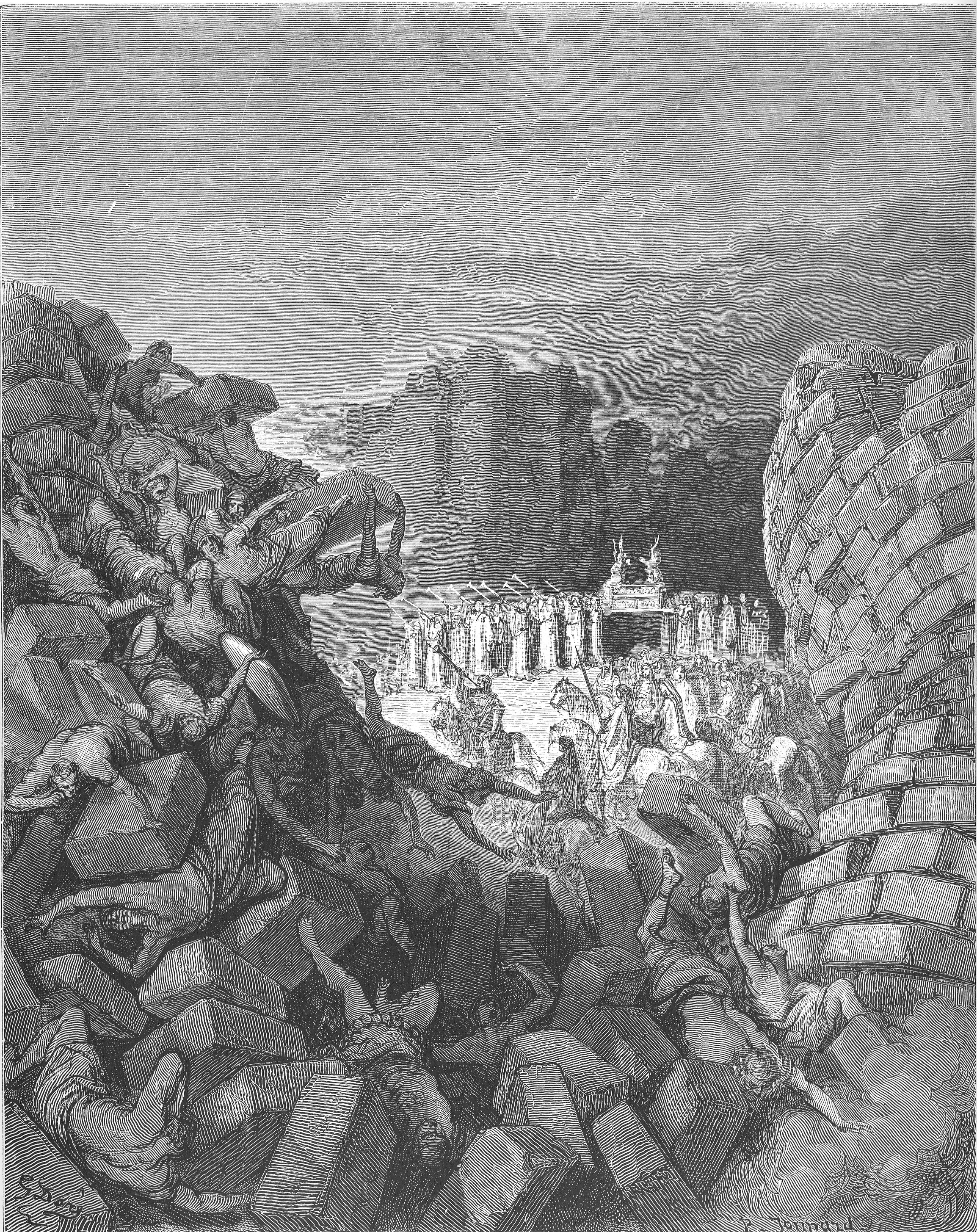
Gustave Doré, de muren van Jericho

- De muren van Jericho, Jozua 6.
- Toren van Siloam Lukas 13

### Volgens mythologie
- De brug Bifröst zal instorten door het gewicht van reuzen

### Bruggen en viaducten

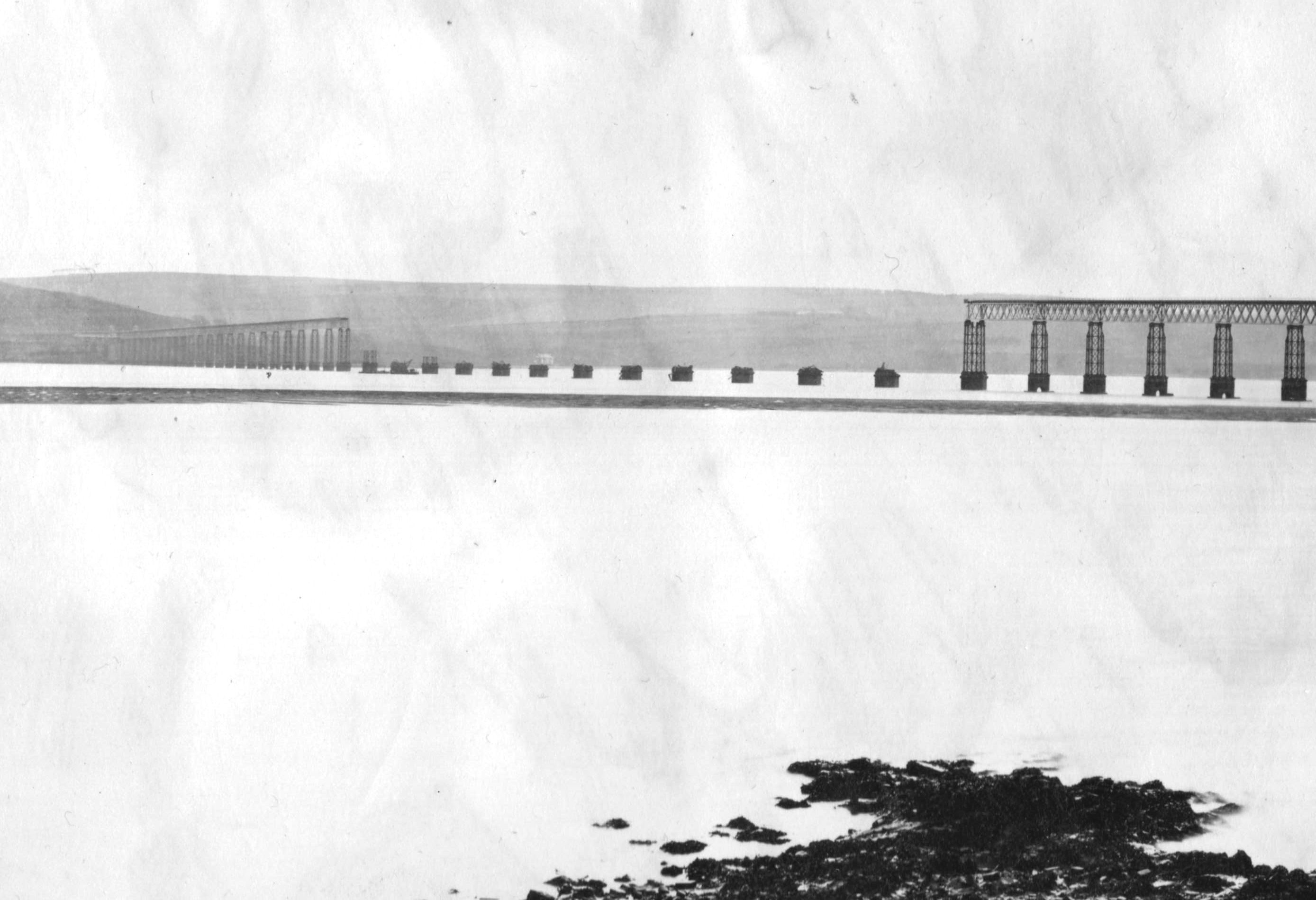
1880 - de ingestorte Tay Rail Bridge na de ramp met de Tay Bridge

- 1841: Brug bij de Kamperpoort te Zwolle
- 1940: Tacoma Narrows Bridge door sterke, laagfrequente, trillingen die werden geïndiceerd door windbelasting.
- 1976: Koningin Julianabrug (Curaçao), tijdens de bouw
- 1976: Silver Bridge, West-Virginia. Oorzaak niet bekend, maar mogelijk door te veel verkeer en slecht onderhoud waardoor de brug roestte.
- 1998: Viaduct Rebberlaher Straße door de treinramp bij Eschede, waarbij een hogesnelheidstrein door wielbreuk ontspoorde tegen het viaduct.
- 2006: Verkeersbrug Jekaterineburg. De brug was in aanbouw. De oorzaak is nog niet vastgesteld.
- 2007: I-35W Mississippi River Bridge, door metaalmoeheid.

### Gebouwen
- 1284: Kathedraal van Beauvais
- 1674: Schip van de Dom van Utrecht

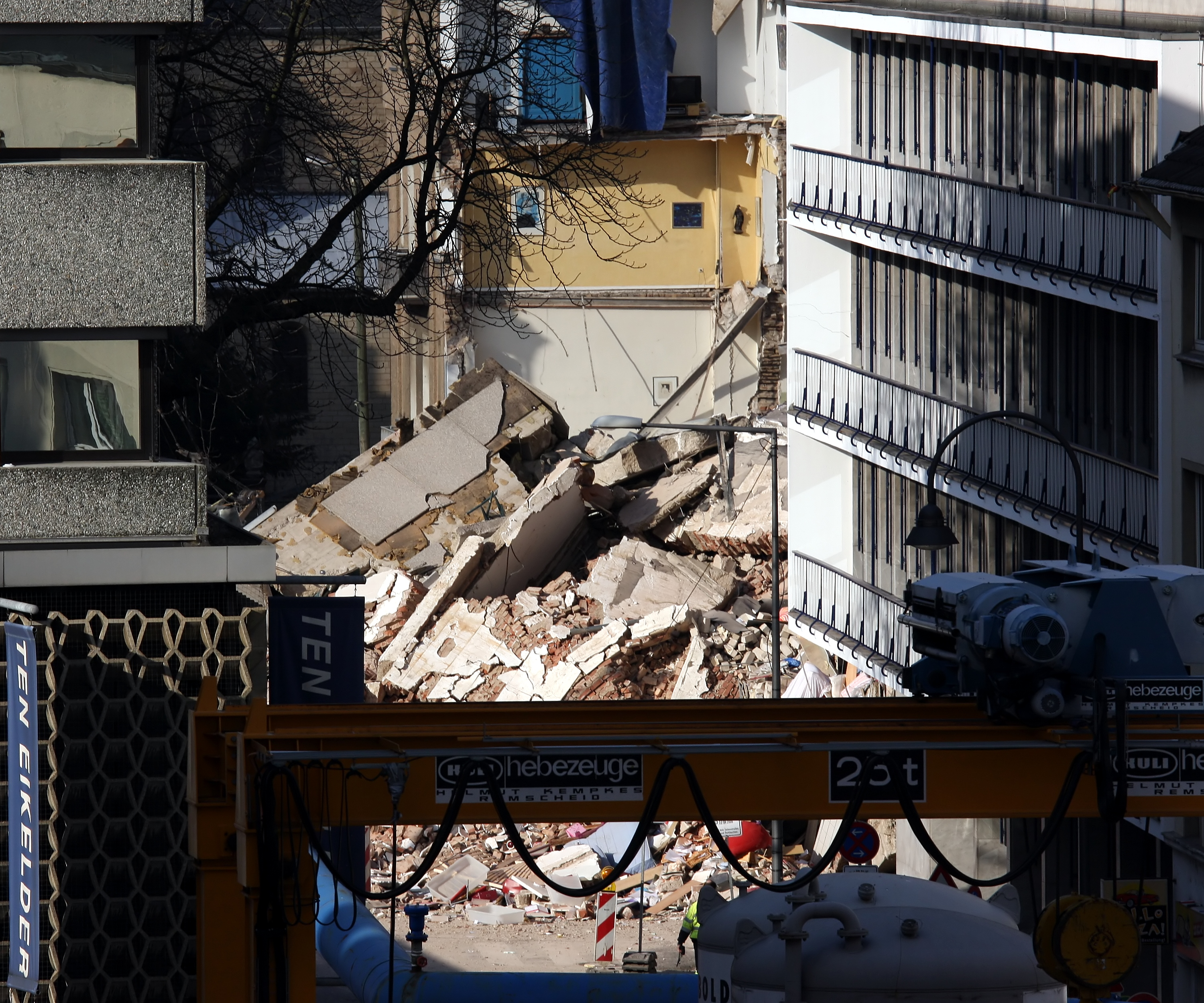
2009 - Historisch archief van de stad Keulen

- 1796: Onze-Lieve-Vrouwekathedraal in Tulle (Frankrijk)
- 1995: De Koreaanse Sampoong Department Store.
- 1995: het Alfred P. Murrah Federal Building door de bomaanslag in Oklahoma City
- 1997: Dak van de Sint-Franciscusbasiliek te Assisi door een aardbeving.
- 2001: Instorting van het World Trade Center in New York, door een terroristische aanslag met behulp van twee passagiersvliegtuigen.
- 2003: Balkons van de Patio Sevilla in Maastricht
- 2009: Historisch archief van de stad Keulen door een aardverschuiving veroorzaakt door naburige bouwwerkzaamheden
- 2009: Twee woongebouwen door de explosie bij de treinramp bij Viareggio
- 2011: Dak in aanbouw van de Grolsch Veste
- 2017: Plasco Center in Teheran stortte in na brand

### Tribunes
- 1947: HFC Haarlem
- 1950: Tribune op circuit Zandvoort
- 1971: Trapleuning van de tribune bij de Ibrox-ramp
- 1992: Provisorische tribune bij een voetbalwedstrijd in het Furiani-stadion op Corsica
- 2001: Overkapping van een tribune in Sari (Iran)
- 2010: Quatro Pontes Stadion in de Braziliaanse staat Paraná.
- 2011: Monumental Stadion in Lima (Peru).
- 2012: Bij een show van DJ Avicii in de Globen-hal, Stockholm

### Torens

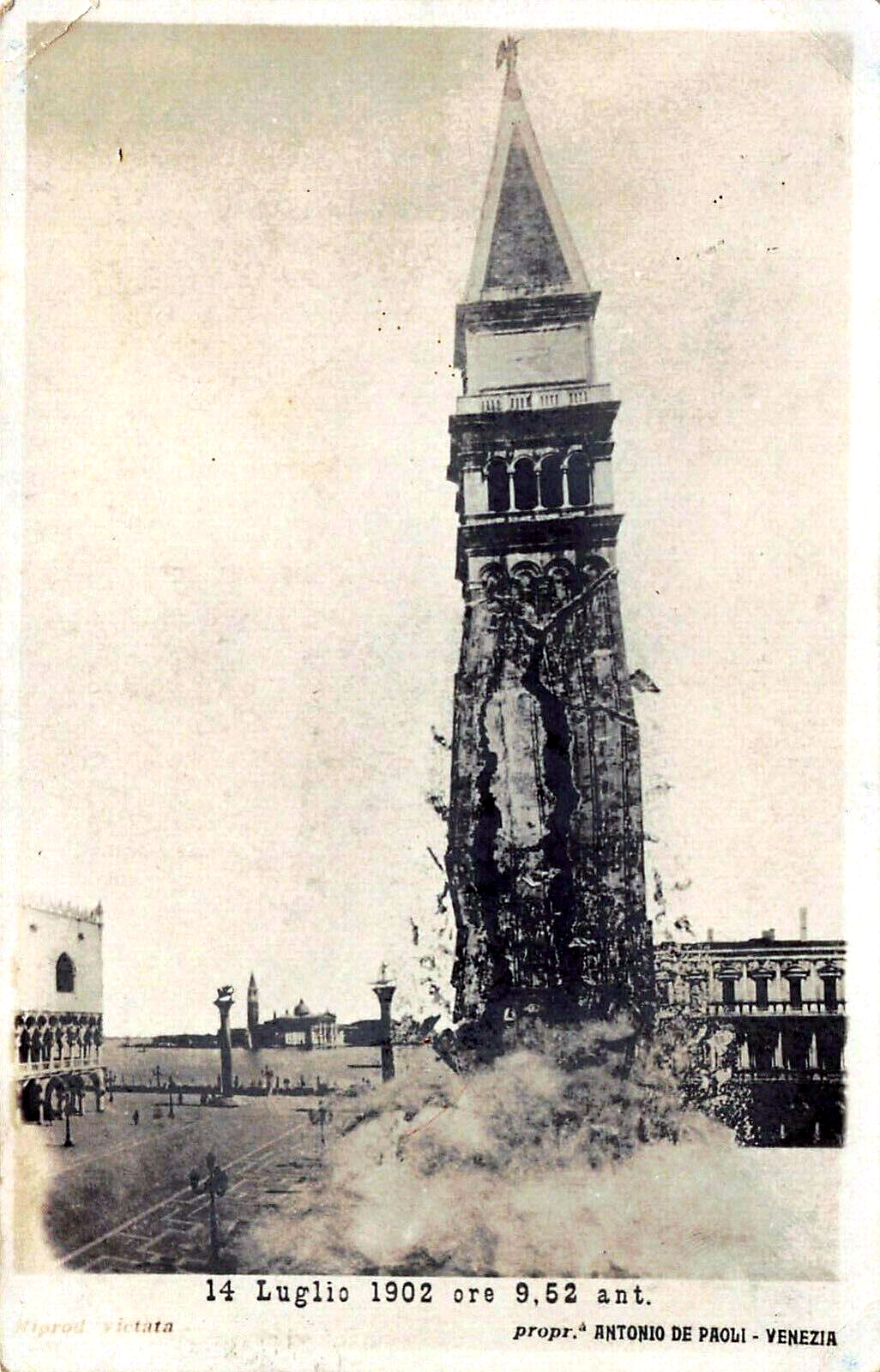
1902 - Fotomontage van de instortende Campanile (Venetië) bij de San Marco

- 1548: Toren van de Kathedraal van Lincoln
- 1583: Toren van de Pancratiuskerk te Godlinze
- 1604: Torens van de Sint-Pieterskerk (Leuven)
- 1627: Kerktoren te Geldrop
- 1797: Toren van de Grote Kerk te Harderwijk
- 1836: Juffertoren te Groningen
- 1839: De toren van de Sint-Pietersbandenkerk te Beringen
- 1843: Toren van de Nederlands Hervormde Kerk te Zaandam
- 1878: Toren van de Sint-Gaugericuskerk (Pamel)
- 1902: Campanile van Venetië

### Masten

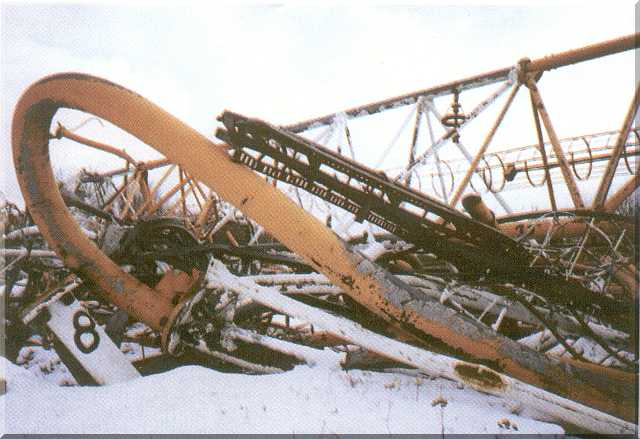
Ingestorte mast van Radio Warschau

- 1991: Mast van Radio Warschau
- 2011: CJ2 Datatoren door een brand

### Koepels
- ca 150: Dak van het Odeion van Agrippa
- 558: De koepel van de een jaar eerder door een aardbeving getroffen Hagia Sophia in Istanbul stort in.
- 1993: Een van de glazen panelen van de koepel van het Grand Palais in Parijs.

### Mijnen en groeven
- 1781: Grisoeuil-mijn bij Pâturages
- 1841: La Boulemijn bij Pâturages

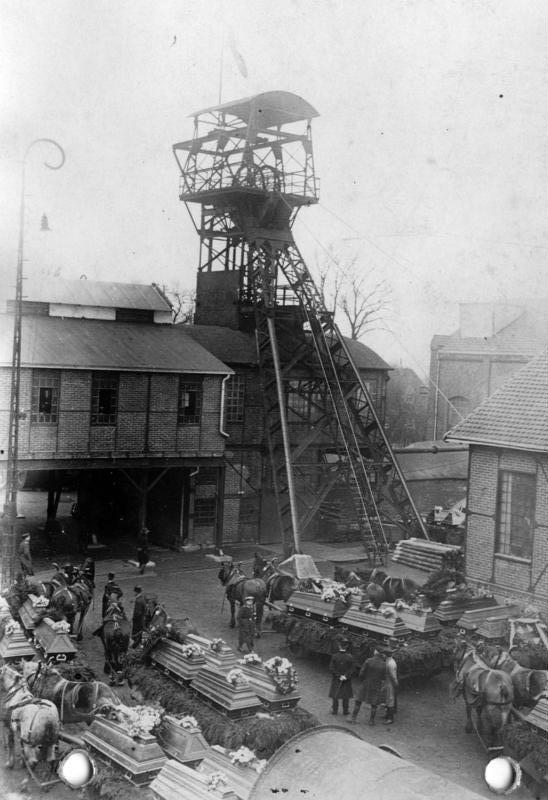
1925 - Doodskisten bij de mijnramp in de Minister Stein bij Dortmund

- 1853: Kolenmijn van Herve bij Verviers
- 1864: Mijngang in de l'Agrappe Nº 3 mijn bij Frameries
- 1875: gang in de Fiestauxmijn nabij Couillet
- 1908: Mijn bij Quaregnon
- 1920: Groeve in de Jezuïetenberg bij Maastricht
- 1921: Deschassis du Mambourgmijn bij Charleroi
- 1926: Mergelgroeve Muizenberg
- 1962: Petit-Try de Lambusartmijn
- 2006: Mijn Pasta de Conchos door een gasexplosie

### Tunnels
- 1809: Thames Tunnel
- 1844: Tunnel van Kumtich
- 2005: Tunnel bij het Metrostation El Carmel

### Dammen

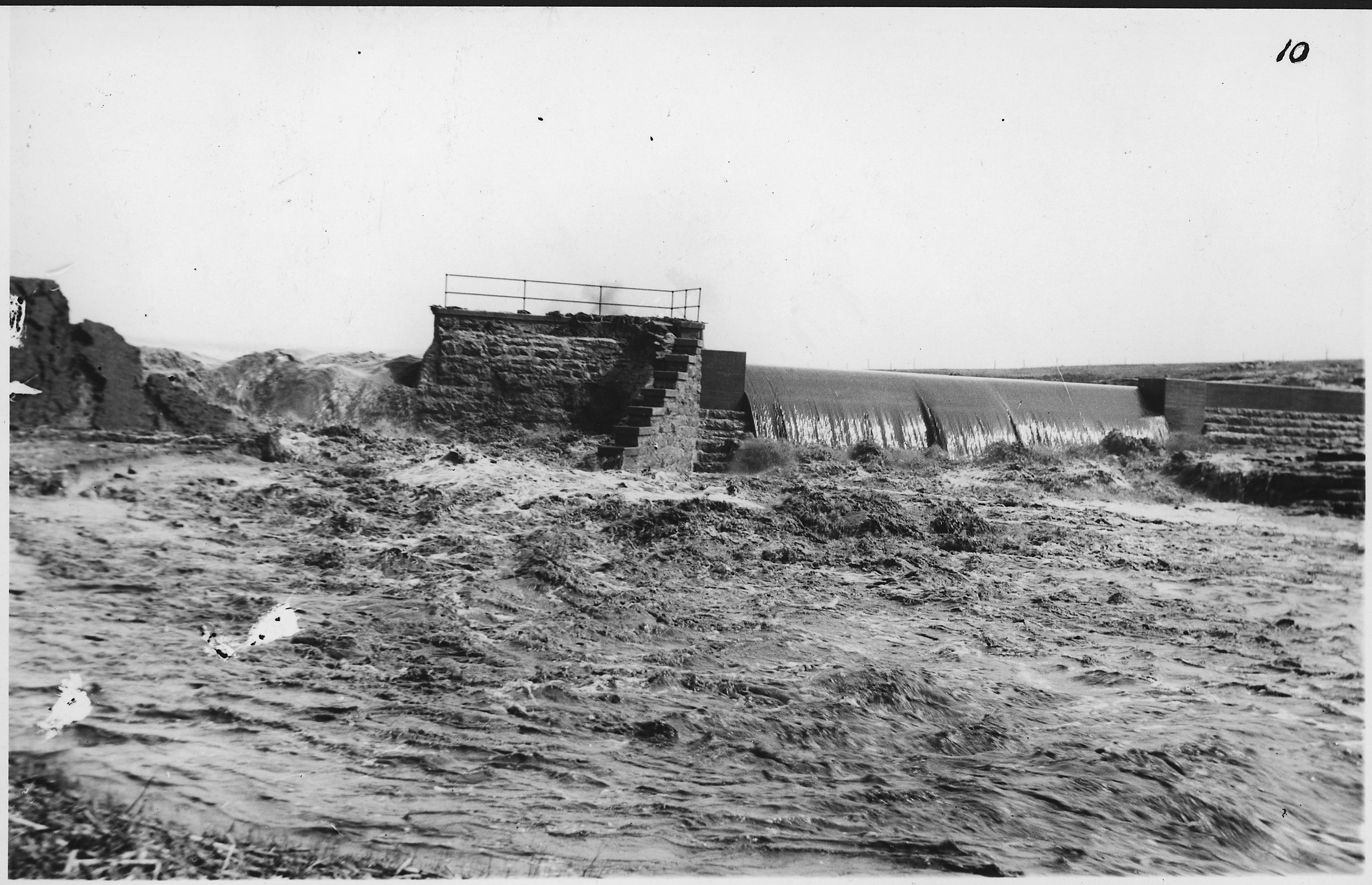
1938 ingestorte dam bij Mound Lake, Minnesota

- 1959: Malpassetdam, Frankrijk, mogelijk door een geologische breuk in combinatie met hoge regenval.
- 1975: Banqiao-dam ten gevolge van een tyfoon